# Березница (река)

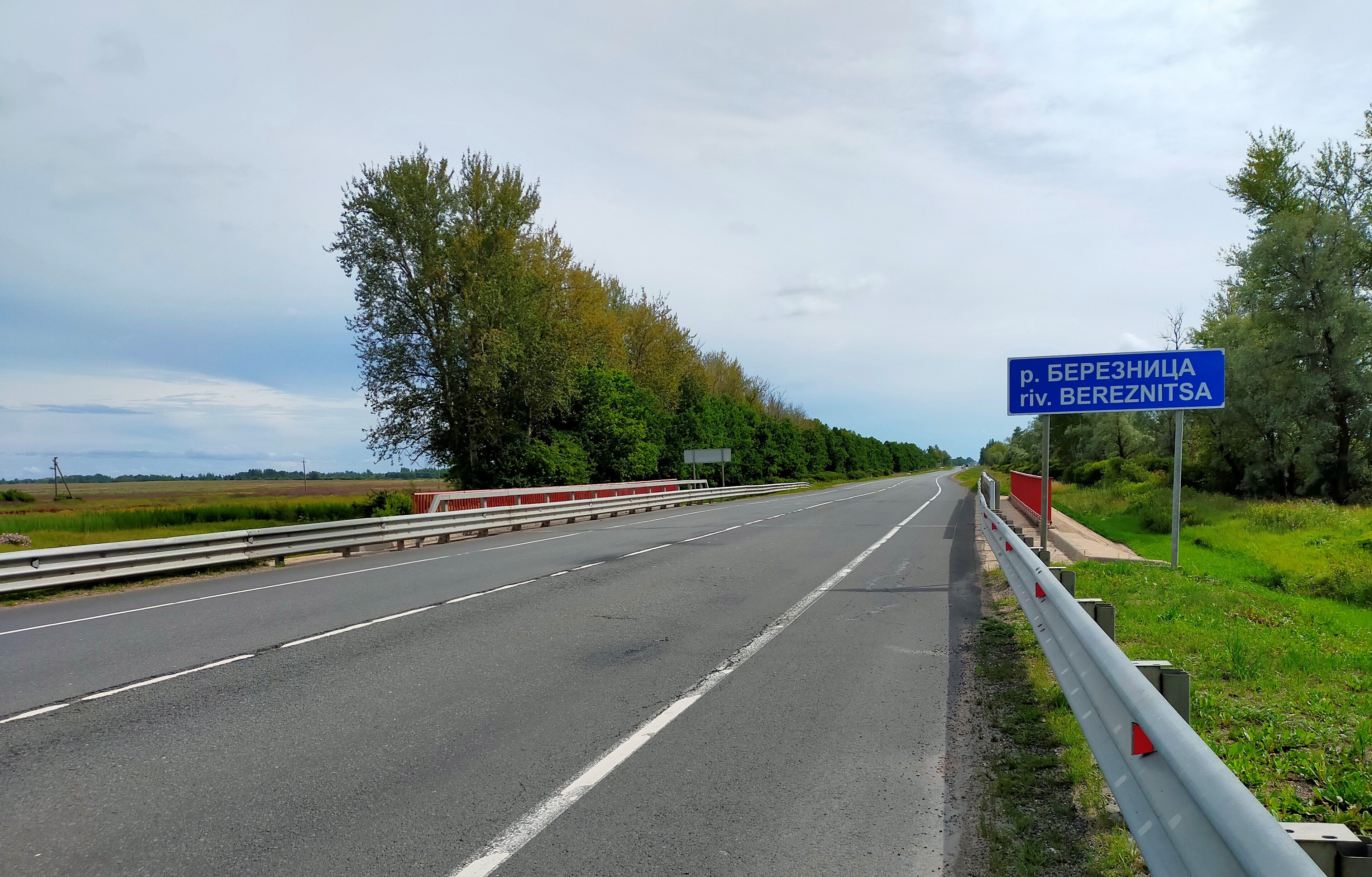
Дорожный указатель перед мостом

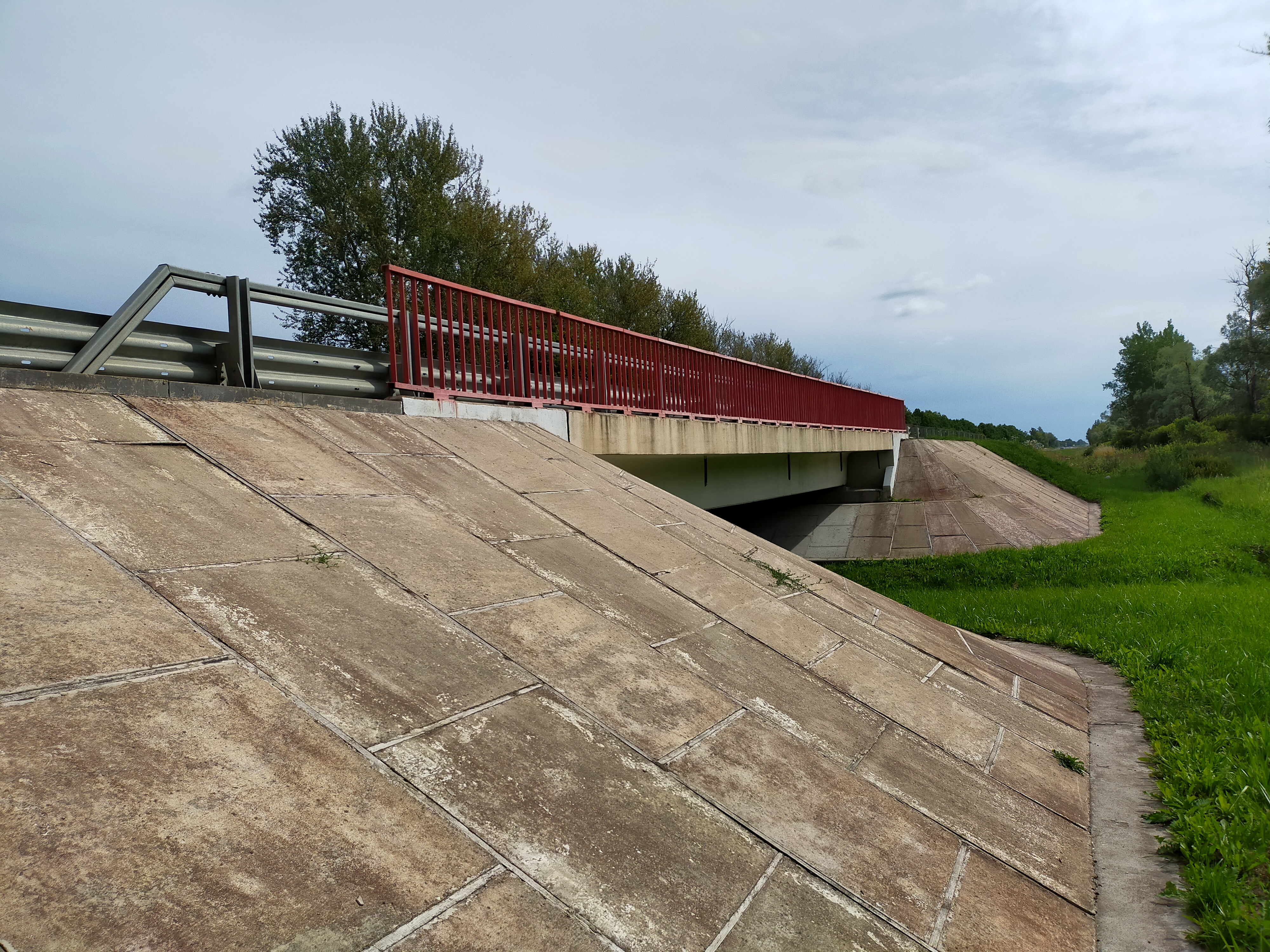
Мост через реку на пересечении с автодорогой Р-23

Березница — река в России, течёт по территории Палкинского и Островского районов Псковской области. Устье реки находится на высоте 42 м над уровнем моря в 46 км по левому берегу реки Многи. Длина реки — 13 км.

## Данные водного реестра
По данным государственного водного реестра России относится к Балтийскому бассейновому округу, водохозяйственный участок реки — Великая. Относится к речному бассейну реки Нарва (российская часть бассейна).
Код объекта в государственном водном реестре — 01030000212102000029072.